# Yosa Buson

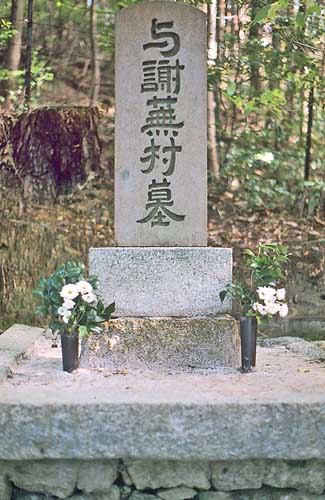
Das Grab von Yosa Buson

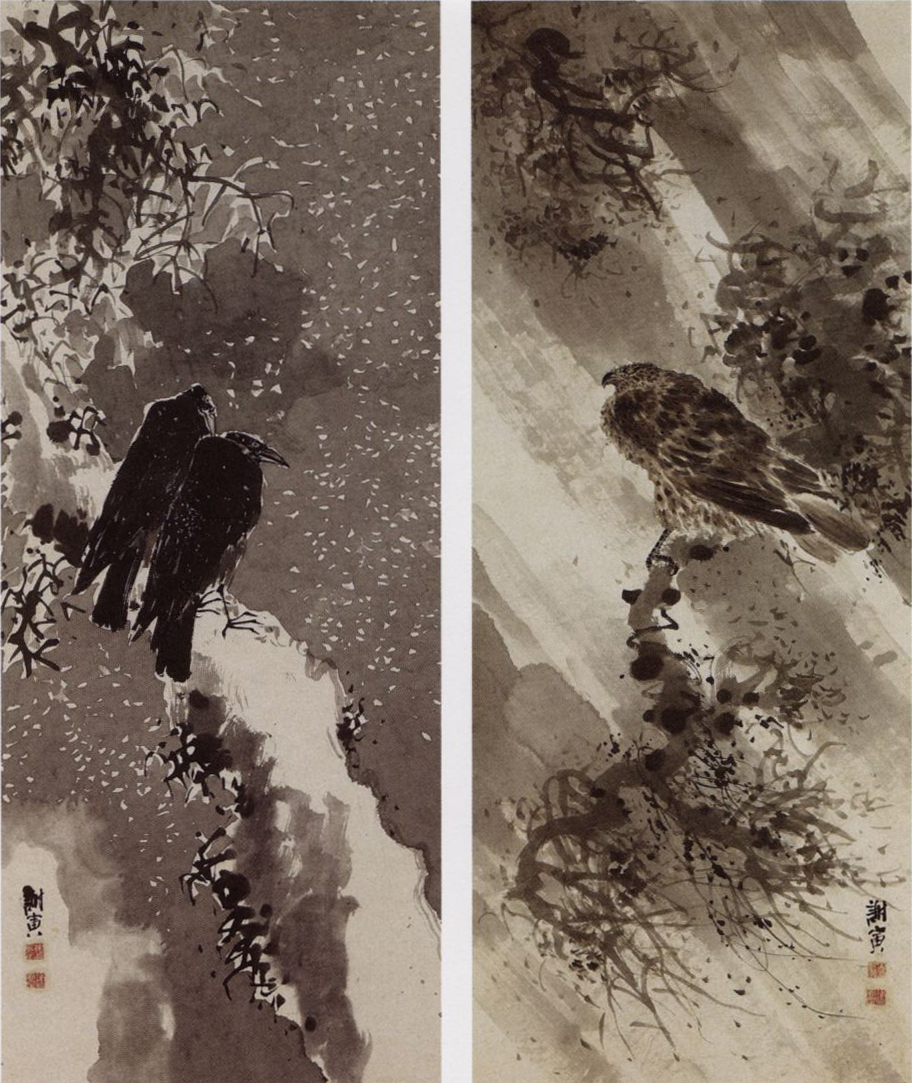
Buson: Krähen und Falke

Yosa Buson oder Yosa no Buson (japanisch 与謝 蕪村; * 1716 in Kema, Provinz Settsu, jetzt Stadtbezirk in Ōsaka; † 17. Januar 1784 in Kyōto) war ein japanischer Dichter und Maler der Edo-Zeit. Mit Matsuo Bashō, Kobayashi Issa und Masaoka Shiki gehört er zu den „Großen Vier“ der japanischen Haiku-Dichtkunst. Sein richtiger Nachname war Taniguchi. Ein Teil seines Werkes (mehr als 200 Haikus) wurde erst 2015 in einer bis dahin vergessenen Anthologie in der Zentralbibliothek von Tenri entdeckt.

## Leben
Etwa im Alter von 20 Jahren kam Buson nach Edo (heute Tōkyō) und lernte die Dichtkunst unter der Anleitung des Haiku-Meisters Hayano Hajin. Nach dessen Tod ging er in die Provinz Shimo-Usa (jetzt Präfektur Ibaraki). Dem Vorbild seines Idols Matsuo Bashō folgend begab Buson sich auf eine Reise durch die Wildnis Nord-Honshūs, welche Bashō seinerzeit zu seinem berühmten Oku no Hosomichi (奥の細道 Auf abgelegenen Pfaden ins Hinterland) inspiriert hatte. Zunächst lautete sein Dichter-Pseudonym Saichō. 1744 signierte er sein erstes Haiku und seine Reisenotizen zum ersten Mal unter eigenem Namen.
Nach weiteren ausgedehnten Reisen durch verschiedene Teile des Landes, einschließlich der Provinz Tango (dem nördlichen Teil der heutigen Präfektur Kyōto) und der Provinz Sanuki (Präfektur Kagawa auf Shikoku), ließ sich Buson im Alter von 42 Jahren in Kyōto nieder. Etwa zu dieser Zeit begann er unter dem Namen Yosa zu schreiben. Vermutlich leitete Buson diesen Namen vom Geburtsort seiner Mutter (Yosa in der Provinz Tango) ab, belegt ist dies jedoch nicht.
Buson heiratete im Alter von 45 Jahren und bekam eine Tochter, Kuno. Seitdem lebte er in Kyōto, schrieb und lehrte im Ryokan Sumiya. 1770 nahm er den Namen Yahantei II (夜半亭) an. Yahantei war der Künstlername seines Lehrers Hajin gewesen. Damit begann seine offizielle Laufbahn als Haikai-Meister. Buson erreichte es, dass die Haikai-Dichtung erneut den literarischen Stellenwert der Genroku-Periode erlangte. Er löste eine „Zurück-zu-Bashō-Bewegung“ aus, in deren Mittelpunkt der von ihm geleitete Dichterkreis stand.
Buson war zeit seines Lebens auch malerisch tätig und gehört neben Ike no Taiga zu den bedeutendsten Künstlern im Nanga-Stil. Buson starb im Alter von 68 Jahren. Sein Grab befindet sich in der Nähe des Tempels Kompuku-ji in Kyōto.

## Haiku
| Japanisch                  | Transkription                                    | Übersetzung                                       |
| -------------------------- | ------------------------------------------------ | ------------------------------------------------- |
| 菜の花や 月は東に 日は西に | na no hana ya tsuki wa higashi ni hi wa nishi ni | Rapsblüten! der Mond im Osten die Sonne im Westen |

## Werke in Deutscher Übersetzung
- Yosa Buson: Des Höllenkönigs Mund. Herausgegeben von Elena Moreno Sobrino, Deutsche Übersetzung von A. Gerhard, Illustriert von ElgA. Calambac Verlag, Saarbrücken 2017, ISBN 978-3-943117-93-6.